# Gaby Albrecht
Gaby Albrecht, nata Gaby Müller (Magdeburgo, 1º novembre 1956), è una cantante tedesca, interprete principalmente di musica popolare e professionalmente in attività dalla fine degli anni ottanta.
Nel corso della sua carriera, ha pubblicato una ventina di album. Tra i suoi brani più noti, figurano Du bist das Licht, Komm doch rein, Mandolinen spielen leise, ecc.

## Biografia
Gaby Müller, in seguito nota con il nome da sposata Gaby Albrecht, nasce a Magdeburgo, nell'ex Germania Est, il 1º novembre 1956.
All'età di 8 anni, inizia a recitare a teatro e a cantare in un coro.
Nel 1989, partecipa allo Herbert-Roth-Festival.
Nel 1991, pubblica il suo primo album, intitolato Ein Herz voller Sehnsucht.
Nel 1996, giunge seconda, mancando la vittoria per un solo punto al Grand Prix der Volksmusik, il Gran Premio della musica popolare, dove partecipa con il brano Du bist das Licht.

## Discografia

### Album
- Ein Herz voll Sehnsucht (1991)
- Träume (1992)
- Ewige Liebe (1993)
- Ein kleines Dankeschön (1994)
- Stille Zeit (1994)
- Ich hab mich so in Dich verliebt (1995)
- Herzen lügen nicht (1996)
- Meine schönsten Lieder von gestern und heute (1997)
- Hinterm Regenbogen 1997
- Spiegel der Gefühle (1998)
- Liebe macht stark (1999)
- Verzauberte Welt (2000)
- Einmal wird ein Wunder gescheh'n (2001)
- Ein Feuerwerk der Gefühle (2002)
- Lieder meines Herzens (2003)
- Herzenstief (2004)
- Teil' meine Sehnsucht! (2006)
- Das kalte Herz (2006)
- Weihnachtsland (2006)
- Alles Liebe (2010)
- Ich freu mich drauf (2012)
- Freunde für's Leben (2014)

## Premi
- 1994: Hermann-Löns-Preis[1][2]
- 1997: Goldene Henne[1][2]
- 1998: Krone der Volksmusik[1][2]